# Bougoumene
Bougoumene est une ville du Tchad située dans le Chari-Baguirmi, l'une des quatre quatre communes de Dourbali.